# Canterbury, Connecticut
Canterbury är en kommun (town) i Windham County i delstaten Connecticut, USA. Vid folkräkningen år 2000 bodde 4 692 personer på orten. Den har enligt United States Census Bureau en area på totalt 104,1 km² varav 0,7 km² är vatten.